# Archief van Aletta Jacobs
Het archief van Aletta Jacobs bevindt zich bij Atria. Het beslaat 1,36 meter uit de periode 1871-1974. Het archief bevat onder andere brieven, reisdocumenten en documenten met betrekking op het Haagse Internationaal Congres van Vrouwen in 1915. Ook documenten rond de herinnering en betekenis aan Aletta Jacobs zijn onderdeel van het archief. In 2017 is het archief opgenomen in het Memory of the World-register.

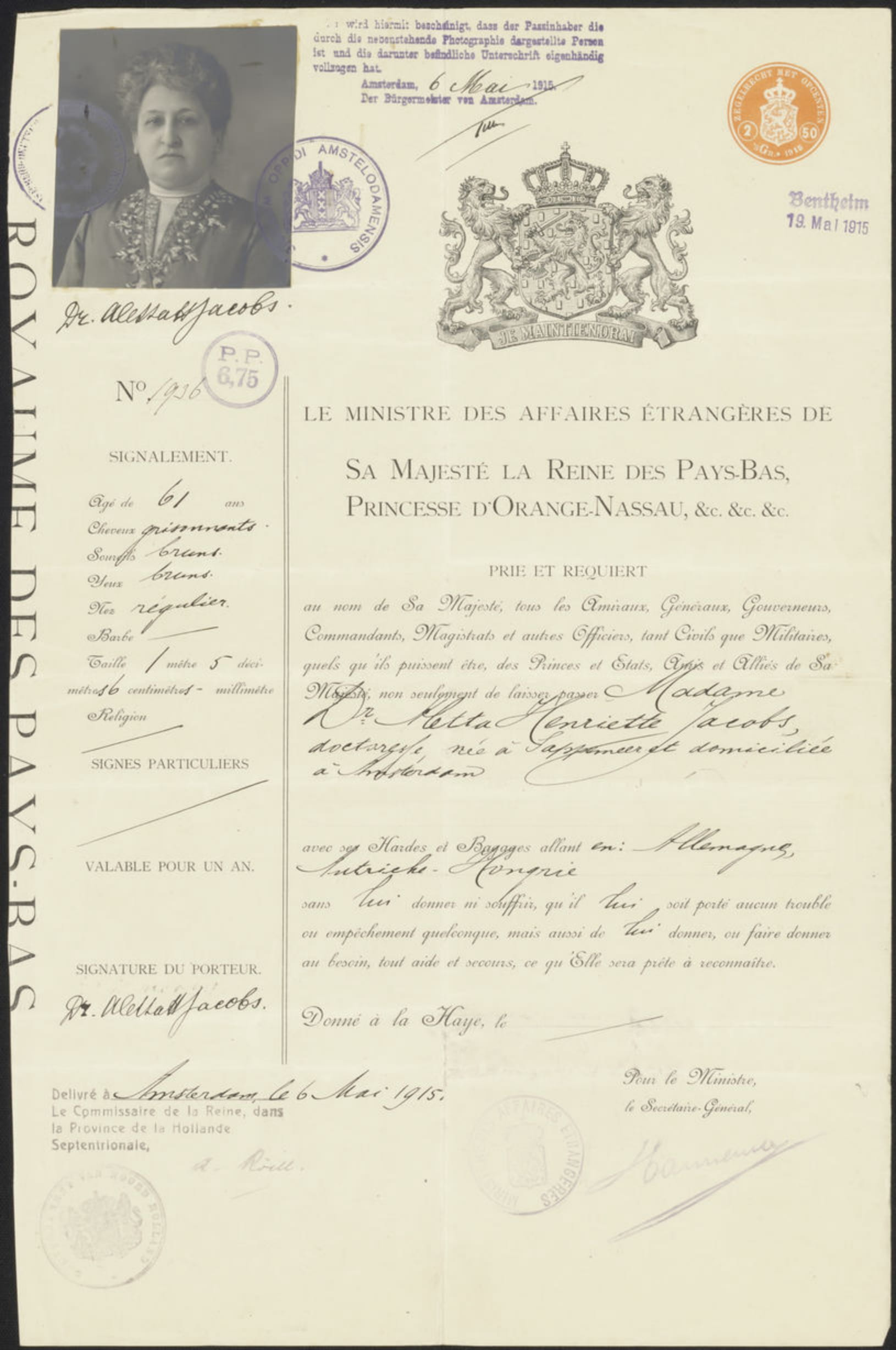
Visum van Aletta Jacobs uit mei 1915, onderdeel van het archief